# Alt-Mölln
Alt-Mölln (fino al 2019 Alt Mölln) è un comune di 824 abitanti dello Schleswig-Holstein, in Germania.
Appartiene al circondario (Kreis) del Ducato di Lauenburg (targa RZ) ed è parte della comunità amministrativa (Amt) di Breitenfelde.